# Communauté de communes du Grand Pic Saint-Loup
La Communauté de communes du Grand Pic Saint-Loup es una estructura intermunicipal francesa, situada en el departamento de Hérault y la región Occitania.

## Composición
La Communauté de communes du Grand Pic Saint-Loup se compone de 36 municipios:
1. Saint-Mathieu-de-Tréviers
2. Assas
3. Buzignargues
4. Causse-de-la-Selle
5. Cazevieille
6. Claret
7. Combaillaux
8. Ferrières-les-Verreries
9. Fontanès
10. Guzargues
11. Lauret
12. Mas-de-Londres
13. Les Matelles
14. Murles
15. Notre-Dame-de-Londres
16. Pégairolles-de-Buèges
17. Rouet
18. Saint-André-de-Buèges
19. Saint-Bauzille-de-Montmel
20. Saint-Clément-de-Rivière
21. Sainte-Croix-de-Quintillargues
22. Saint-Hilaire-de-Beauvoir
23. Saint-Jean-de-Buèges
24. Saint-Jean-de-Cornies
25. Saint-Jean-de-Cuculles
26. Saint-Martin-de-Londres
27. Saint-Mathieu-de-Tréviers
28. Saint-Vincent-de-Barbeyrargues
29. Sauteyrargues
30. Teyran
31. Le Triadou
32. Vacquières
33. Vailhauquès
34. Valflaunès
35. Viols-en-Laval
36. Viols-le-Fort